# Scutellathous
Scutellathous is een geslacht van kevers uit de familie  
kniptorren (Elateridae).
Het geslacht is voor het eerst wetenschappelijk beschreven in 1955 door Kishii.

## Soorten
Het geslacht omvat de volgende soorten:
- Scutellathous comes (Lewis, 1894)
- Scutellathous fujianus Ôhira, 1963
- Scutellathous horioi Kishii, 1955
- Scutellathous ozakii Ôhira, 1992
- Scutellathous porrecticollis (Lewis, 1894)
- Scutellathous sasajii Kishii, 2001
- Scutellathous seinoi Kishii, 2001
- Scutellathous shikokuanus Kishii, 1985
- Scutellathous spinosus Platia & Schimmel, 2007
- Scutellathous yakuensis Nakane & Kishii, 1958
- Scutellathous yamashitai Arimoto, 1992